# Януш Кишка

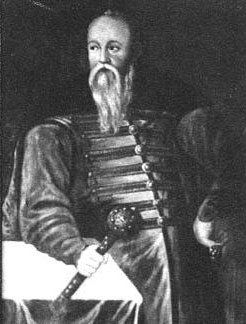

Януш Кишка (лит. Jonušas Kiška, пол. Janusz Kiszka; 1586 — 13 січня 1654, містечко Кривичі, нині Білорусь) — військовий і державний діяч Великого князівства Литовського і Речі Посполитої з роду Кишок, староста парнавський (1610), полоцький воєвода (1621—1654), польний гетьман литовський (1635—1646), великий гетьман литовський (1646—1654).

## Біографія

Походив зі старовинного литовського роду Кишок, вперше згадується з Підляшшя. Батько — генеральний староста жмудський Станіслав III Кишка (1549—1619), мати — Єлизавета (Ельжбета) Сапега (її батько — київський каштелян Павло Сапега пом. 1580). Брати — жмудський єпископ Станіслав Кишка (1584—1626), воєвода мстиславський та каштелян троцький Микола Кишка (1588—1644), воєвода мстиславський та вітебський Кшиштоф Кишка (пом. 1646).
Під час навчання у Віленському університеті перейшов з кальвінізму в католицтво. У 1604 брав участь у поході литовських військ гетьмана Яна Кароля Ходкевича в Лівонію. У 1605 під час війни зі Швецією брав участь у Кірхгольмскій битві, в 1609 — у Балтакменській і Парнавській битвах, після чого король Сигізмунд III Ваза призначив його старостою парнавським.
Брав участь у московсько-польській війні 1605—1618 років, у взятті литовськими військами Смоленська 1611 року і в поході Ходкевича на Москву. 1615 року, одночасно з рейдом Лісовського здійснив рейд до Стародуба. З 1621 року служив полоцьким воєводою.
21 квітня 1620 року разом з дружиною записав фундуш для будівництва римо-католицького костелу в містечку Соли Ошмянського повіту.
1624 року виїхав разом зі старостою оршанським Олександром Теодатом Сапігою і Станіславом Рудоміною навчатися в Падуанському університеті. У місті 4 березня 1625 року зустрівся з королевичем Владиславом, який мав подорож за кордон: Кишка супроводжував Вазу до Венеції. Навчання завершив Януш у 1626 році.
З 1635 року польний гетьман литовський (незважаючи на погане здоров'я), з 17 квітня 1646 великий гетьман литовський. Брав участь у придушенні козацьких повстань.
Помер 13 січня 1654 року в містечку Кривичі, нині смт, Мядельський район, Мінська область, Білорусь (тоді Ошмянський повіт, Віленське воєводство).

### Сім'я
Дружина — Христина Друцька-Соколинська, дітей не мав. Тесть — полоцький воєвода Михайло Соколинський.